# レイモン・カレ・ド・マルベール
レイモン・カレ・ド・マルベール（Raymond Carre´ de Malberg, 1861年 - 1935年）は、フランスの法学者。公法学者。

## 人物
1861年11月1日ストラスブールに生まれる。カーン大学教授、ナンシー大学教授を経て、ストラスブール大学教授。
第三共和制下における代表的な公法学者で「ストラスブールの巨匠」と呼ばれる。ドイツ法学に通じていただけでなく、執行権の概念の研究で業績があるとされ、議院優位の一元的な議院内閣制の代表的な論者とされる。国民主権の研究でも著名で、ナシオン主権論とプープル主権論の二者の図式的に対立させ、1791年憲法がナシオン主権を、1793年憲法がプープル主権を体現したものであるとした。